# Kévin Borlée
Kévin Borlée (ur. 22 lutego 1988 w Woluwe-Saint-Lambert) – belgijski lekkoatleta, sprinter.
W 2008 Borlée reprezentował swój kraj podczas igrzysk olimpijskich w Pekinie. W starcie indywidualnym na 400 metrów odpadł w półfinale, będąc sklasyfikowanym na 9. pozycji – najwyższej niedającej kwalifikacji do finału. W sztafecie 4 × 400 metrów Belgowie z Kévinem Borlée na pierwszej zmianie uplasowali się na 5. pozycji, ustanawiając w biegu finałowym aktualny rekord kraju – 2:59,37. Halowy wicemistrz świata z Ad-Dauhy (2010) w sztafecie 4 × 400 metrów. Złoty i brązowy medalista mistrzostw Europy w Barcelonie. Zdobył brązowy medal w biegu na 400 metrów podczas mistrzostw świata w Daegu (2011). W 2013 zajął 5. miejsce w sztafecie 4 × 400 metrów na mistrzostwach świata w Moskwie. Wielokrotny mistrz i rekordzista Belgii na różnych dystansach.
Zwycięzca łącznej punktacji Diamentowej Ligi 2012 w biegu na 400 metrów.
1 maja 2013 sztafeta 4 × 400 metrów w składzie Dylan Borlée, Jonathan Borlée, Arnaud Destatte i Kévin Borlée ustanowiła czasem 3:06,06 klubowy rekord Belgii na tym dystansie.
W 2017 roku Borlée wraz z kolegami z reprezentacji zdobył srebrny medal halowych mistrzostw Europy w Belgradzie.
Wysokiej klasy sprinterami jest również jego rodzeństwo – brat bliźniak Jonathan oraz siostra Olivia i brat Dylan. Ojcem całej czwórki jest Jacques Borlée – halowy wicemistrz Europy na 200 metrów z 1983.

## Rekordy życiowe
- bieg na 300 metrów – 32,22 (2017)
- bieg na 300 metrów (hala) – 32,72 (2013)
- bieg na 400 metrów – 44,56 (2012) były rekord Belgii
- bieg na 400 metrów (hala) – 46,41 (2018)